# Jezioro Osowskie (Pojezierze Kaszubskie)
Jezioro Osowskie (kaszb. Jezoro Òsowsczé), (niem. Espenkruger See) – jezioro w Polsce w województwie pomorskim, na skraju Pojezierza Kaszubskiego, pomiędzy Chwaszczynem, (powiat kartuski, gmina Żukowo), a miastem Gdańsk. 
Jezioro rynnowe położone na wysokości 144 m n.p.m. Ogólna powierzchnia: 29,1 ha. Wzdłuż północnego brzegu przebiega droga wojewódzka nr 218.